# 笑福亭笑子
笑福亭 笑子（しょうふくてい しょうこ、本名：小野 綾子（おの あやこ）は、日本の女性上方落語家、腹話術師,俳優。兵庫県神戸市出身。メルボルン在住。
唯一海外を拠点に活動する落語家。英語落語、腹話術落語で世界を回る。世界配信映画「Saccharine」に出演するなど、俳優としても活躍。日本にも定期的に帰国し、天満天神繁昌亭などに出演。オーストラリアゴットタレントでは準決勝まで進む。南半球最大規模のフェスティバルアデレードフリンジでは、５星を獲得する。Amazonプライムビデオでソロショー「Absolutely Normal」配信中。 
かつては警察官、アナウンサー、DJであった。語学留学で培った英語を用いて、海外を中心に落語の公演をしている。

## 来歴・人物
神戸山手女子短期大学卒業。神戸市婦人交通指導員として警察に勤務し、腹話術を使って交通安全を教えていたのが、腹話術を始めたきっかけ。3年勤めた後、カナダに留学し英語を習得する。帰国後はアナウンサースクールに通いながらタレント活動を開始。読売テレビ「24時間テレビ 愛は地球を救う」大阪会場司会を３年連続担当。
ラジオ大阪「大阪あの町この人」FM宇治「ボンバーナイト」 FMビーチステーションなど、関西を中心に多数レギュラーラジオ番組を担当。
英語が堪能ということでシンガポールに単身で移住し、FM96.3 シンガポール国営放送局Mediacorpにてラジオパーソナリティーとして多数の生レギュラー番組を５年間担当し活躍。
取材で訪れた落語会で観た笑福亭鶴笑のパペット落語に感動し初めは弟子入りを断られるが、鶴笑がロンドンを活動拠点にすると聞き、1日先回りしてロンドンヒスロー空港で迎え、弟子入りを許可される。2004年3月30日に鶴笑に入門。ロンドンにて4年間修行。学校公演、コメディークラブ、ストリートシアター、劇場と幅広く活動。2004年にはエジンバラフリンジフェスティバルにも出演。2008年より大阪に移住し、天満天神繁昌亭を中心に活動。帰国してからは日本語の本格的な古典落語にも力を入れる。2010年4月より再びシンガポールへ移住。2012年よりオーストラリア・メルボルンに移住し、英語でのパペット落語の会、学校公演でオーストラリア中を回りながら、定期的に日本にも戻り、繁昌亭などに出演。
2013年より一年間、東京に移住し活動。三遊亭円丈の落語会や、三遊亭白鳥と江戸の新作女流落語家と落語会で共演や、英語落語の会を開催する。東京での活動が、東京新聞一面で大きく取り上げられる。
2014年より、拠点をメルボルンに戻し世界を回る。
2020年　AmazonプライムビデオUS&UKにて、ソロショー"Absolutely Normal"配信中。 
2024年　芸歴２０周年記念を祝し、メルボルンの新聞Heraldsunで大きく取り上げられる。
2025年　世界配信オーストラリア映画「Saccharine」に出演。
英語落語、腹話術落語、講演で世界を回る。海外を拠点に活動する唯一の落語家である。

## 海外公演
日本語と英語のどちらにも力を入れていた。2014年メルボルンに再び移住。 メルボルンインターナショナルコメディーフェスティバルに2014年から毎年２週間連続単独公演を行うなど、オーストラリアのみならず、ロンドン、エジンバラ、パリ、ドイツ、アメリカ、ニュージーランド、東南アジア、太平洋諸国など海外公演も行っている。
読売テレビ「グッと地球便」で、オーストラリアでの活動を30分間特集で紹介される。
2016年Australia's Got Talentオーストラリアズゴットタレントでは準決勝に進出しファイナリストに選ばれる。
2017年世界国際女性デーでは、オーストラリア国営放送ABC ラジオ、テレビ出演。
2018年テレビ東京「なぜそこに日本人」〜海外で有名人特番〜で特集される。
2019年　南半球一最大規模のアデレードフリンジフェスティバルにて、ソロショー"Absolutely Normal"が５星を獲得する。
2020年　AmazonプライムビデオUS&UKにて、ソロショー"Absolutely Normal"配信中。 
2025年世界配信映画「Saccharine」に出演。
英語落語、腹話術落語で世界を回る。海外を拠点に活動する唯一の落語家である。